# Río Grande (vattendrag i Chile, Región de Magallanes y de la Antártica Chilena, lat -53,00, long -71,87)
Río Grande är ett vattendrag i Chile.   Det ligger i regionen Región de Magallanes y de la Antártica Chilena, i den södra delen av landet, 2 200 km söder om huvudstaden Santiago de Chile.